# 232233 Taihu
232233 Taihu este o planetă minoră (asteroid) din centura de asteroizi. A fost descoperită pe 2 iunie 2002 la Observatorul Palomar de Near Earth Asteroid Tracking. 
Obiectul prezintă o orbită caracterizată de o semiaxă mare de 2,7894621371961 UAi, o excentricitate de 0,087158723089054, o înclinație de 6,6312519675386 ° în raport cu ecliptica.